# 非愛不可 / 相同的寂寞
《非愛不可／相同的寂寞》（日语：ソレデモシタイ／おんなじさみしさ），日本男歌手平井堅的第37張單曲。2014年12月10日發行。

## 概要
- 平井堅於2014年發行的第二張單曲，距上張單曲《特異獨行 feat.安室奈美惠》約8個月。
- 繼「Canvas／你・好・棒♥」之後，睽違近7年的雙A面單曲。
- 收錄NHK日劇《告別自己》主題歌與電影《安妮》日文版主題歌。
- 「非愛不可」延續了「特異獨行」的精神，透過女性的觀點打造出令人震撼又具節奏感的禁忌情歌，音樂錄影帶更遠赴印度首都新德里拍攝，是一首充滿寶萊塢歌舞電影的另類舞曲[2]。

## 收錄曲目

### CD

#### 初回限定盤
1. 非愛不可
  - 作詞：平井堅／作曲：Divine Brown, Aileen De La Cruz, Adam Royce／編曲：A.BEATard
  - 朝日電視台節目《今夜比一比》11月份主題曲
2. 相同的寂寞
  - 作詞：平井堅／作曲：Akihisa Matzura, Olivia Burrell／編曲：Akihisa Matzura
  - NHK電視台電視劇《告別自己》主題歌

#### FULL VOLUME 通常盤
1. 非愛不可
  - 作詞：平井堅／作曲：Divine Brown, Aileen De La Cruz, Adam Royce／編曲：A.BEATard
2. 相同的寂寞
  - 作詞：平井堅／作曲：Akihisa Matzura, Olivia Burrell／編曲：Akihisa Matzura
3. 殘響
  - 詞曲：平井堅／編曲：鈴木大
4. Tomorrow
  - 作詞：Martin Charnin／作曲：Charles Strouse／編曲：鷺巢詩郎
  - 音樂劇電影《安妮》日文主題曲
5. 非愛不可 (less vocal)
6. 相同的寂寞 （less vocal）

### DVD
※ 初回生産盤限定
1. 非愛不可 MUSIC VIDEO
2. 非愛不可 MAKING SCENE
  - 收錄拍攝幕後花絮約15分鐘

## 外部連結
- Sony Music的作品介紹
  - 初回生産限定盤 （页面存档备份，存于）
  - 通常盤 （页面存档备份，存于）